# Christoph Nübel
Christoph Nübel (* 1982 in Heide) ist ein deutscher Historiker, der sich insbesondere mit dem Ersten Weltkrieg befasst. Er ist Träger des Werner-Hahlweg-Preises (2012) und des Wilhelm-Deist-Preises für Militärgeschichte (2008).

## Leben
Nübel studierte von 2002 bis 2007 Geschichte, Politikwissenschaften, Volkskunde und Öffentliches Recht an der Westfälischen Wilhelms-Universität in Münster und der Universität Bremen. 2005/06 war er Volontär im LWL-Museum für Kunst und Kultur in Münster. Seine 2008 im Waxmann Verlag veröffentlichte Magisterarbeit Die Mobilisierung der Kriegsgesellschaft (Betreuer: Andreas Hartmann und Armin Owzar) wurde mit dem Wilhelm-Deist-Preis für Militärgeschichte ausgezeichnet und wohlwollend besprochen. Von 2008 bis 2011 war er Stipendiat an der Graduiertenschule „Human Development in Landscapes“ der Christian-Albrechts-Universität zu Kiel. 2011 wurde er dort mit der von Christoph Cornelißen betreuten Dissertation Raumerfahrungen im Ersten Weltkrieg zum Dr. phil. promoviert.
Seit 2015 ist er Vorstandsmitglied des Arbeitskreises Militärgeschichte e. V., wo er seit 2009 in der Redaktion des Portals Militärgeschichte mitwirkt. 2011 wurde er wissenschaftlicher Mitarbeiter am Lehrstuhl für Europäische Geschichte des 19. Jahrhunderts (Birgit Aschmann) am Institut für Geschichtswissenschaften der Humboldt-Universität zu Berlin. 2013 wurde er zudem Section Editor Encyclopedic Entries beim DFG-geförderten englischsprachigen internationalen Verbundprojektes 1914-1918-online. International Encyclopedia of the First World War. 2014/15 war er im Forschungsfreisemester („Exzellente geisteswissenschaftliche Forschung – Freiräume für Wissenschaftlerinnen und Wissenschaftler der Humboldt-Universität zu Berlin“). 2015 war er Stipendiat des Deutschen Historischen Instituts London (DHIL) und Visiting Fellow an der London School of Economics and Political Science (LSE). Seit 2016 ist er Wissenschaftlicher Mitarbeiter im Forschungsbereich Militärgeschichte nach 1945 am Zentrum für Militärgeschichte und Sozialwissenschaften der Bundeswehr in Potsdam.
Seine Forschungsschwerpunkte sind u. a. Militärgeschichte (insbesondere der Erste Weltkrieg), Sozial- und Kulturgeschichte des Deutschen Kaiserreiches, Histographie und Erinnerungskulturen. Er veröffentlichte u. a. in der Rheinisch-westfälischen Zeitschrift für Volkskunde, der Zeitschrift für Kulturwissenschaften, der Historischen Zeitschrift und in Aus Politik und Zeitgeschichte.
2011 erarbeitete er einen Überblick über die damalige Forschungsliteratur zum Ersten Weltkrieg. 2015 veröffentlichte eine kritische Bestandsaufnahme der Forschungen zur Gewaltgeschichte des „langen Ersten Weltkrieges“ (1900–1930).

## Auszeichnungen
- 2008: Wilhelm-Deist-Preis für Militärgeschichte für Die Mobilisierung der Kriegsgesellschaft
- 2012: Werner-Hahlweg-Preis für Militärgeschichte und Wehrwissenschaften (1. Preis) für Raumerfahrungen im Ersten Weltkrieg

## Schriften (Auswahl)

### Monografien
- Die Mobilisierung der Kriegsgesellschaft. Propaganda und Alltag im Ersten Weltkrieg in Münster (= Münsteraner Schriften zur Volkskunde, Europäischen Ethnologie. Band 14). Waxmann, Münster u. a. 2008, ISBN 978-3-8309-2030-4.
- Krise ohne Ende? Kriegserwartungen und Kriegsbereitschaft in Europa vor dem Ersten Weltkrieg. Landeszentrale für politische Bildung Thüringen, Erfurt 2014 (online (pdf))
- Durchhalten und Überleben an der Westfront. Raum und Körper im Ersten Weltkrieg. Eine Publikation des Zentrums für Militärgeschichte und Sozialwissenschaften der Bundeswehr, Schöningh, Paderborn 2014, ISBN 978-3-506-78083-6.

### Beiträge in Sammelbänden
- Die Geschichte der Schlacht. Methodische Überlegungen am Beispiel der Michael-Offensive 1918. In: Marian Füssel, Michael Sikora (Hrsg.): Kulturgeschichte der Schlacht (= Krieg in der Geschichte. Band 78). Schöningh, Paderborn 2014, ISBN 978-3-506-77736-2, S. 231–258.
- Auf der Suche nach Stabilität. 1813 und die Restauration der Monarchie im europäischen Vergleich. In: Birgit Aschmann, Thomas Stamm-Kuhlmann (Hrsg.): 1813 im europäischen Kontext (= Historische Mitteilungen. Beiheft 89). Steiner, Stuttgart 2015, ISBN 978-3-515-11042-6, S. 163–185.